# Нова Оселиця
Нова Оселиця (словен. Nova Oselica) — поселення в общині Гореня вас-Поляне, Горенський регіон, Словенія. Висота над рівнем моря: 808,9 м.